# Affinis
En terminología taxonómica de nomenclatura abierta de zoología y botánica, un ejemplar o población es affinis (abreviado: sp. aff, aff, o affin) cuando se señala que el material disponible sobre el mismo, o la evidencia obtenida por su análisis, sugiere que su identificación no es completa, observándose que está relacionado con un taxón (o grupo de estos) ya conocido (el del epíteto científico colocado inmediatamente después) pero que, al mostrar ciertas diferencias con lo que ya se conoce como la variación propia que se acepta como contenida dentro del mismo, podría indicar que sería una nueva variante de dicho taxón o, por el contrario, un taxón aún no descrito. Mayores estudios podrán finalmente dilucidar la real ubicación taxonómica del material colectado.
Se coloca abreviado y seguido de un punto (es decir: aff.) en letra redonda, no en cursiva para resaltar la diferencia con la combinación científica que la rodea. El antepuesto epíteto genérico (y/o el específico tratándose de subespecies) puede también colocarse abreviado con solo su primera letra, si es que ya se lo ha citado antes en el texto y no hay posibilidad de confusión.
La colocación de “affinis” luego de “n. sp.” (o “sp. nov.”)
Cuando un autor inserta “n. sp. (o “sp. nov.”) aff.” antes de un nombre específico ya conocido (“n. subsp. [o “ssp. nov.”] aff.” tratándose de subespecies), está señalando que, según su opinión, se está frente a un nuevo taxón aún sin describir, el cual está estrechamente relacionado al que se ha indicado, pero que todavía no se ha reunido toda la información necesaria para completar su descripción formal. 
Etimología
Etimológicamente, el término se origina de la palabra en latín affinis, que significa ‘relacionado estrechamente’ o ‘afín’.
Confer
Cuando la identificación de un material se aproxima lo suficiente a un taxón conocido pero se han encontrado algunas pequeñas diferencias, o no se ha podido realizar una dilucidación más exhaustiva, en lugar de ‘‘affinis’’ se utiliza ‘‘confer’’ [confróntese con] (abreviado: “cf.” [o “cfr.”]) antes del término del taxón relacionado, con lo que cual se indica que de completarse una pormenorizada comparación con ejemplares de dicho taxón (ya sea morfológica, merística o cromosómica) se podrá seguramente arribar a una identificación inequívoca.  